# Corona slovacca
La Corona slovacca (in slovacco slovenská koruna) è stata la valuta utilizzata in Slovacchia dall'8 febbraio 1993, quando è stata abolita la corona cecoslovacca (valuta ufficiale della Cecoslovacchia ormai dissolta), al 31 dicembre 2008, quando è stata sostituita dall'euro.
Una corona era composta da 100 heller (halier; abbreviato in "hal." o semplicemente "h").
Nella lingua slovacca, le forme koruna e halier erano usate nel caso genitivo ("korún" e "halierov") dopo i numerali, a meno che la frase non richieda un altro caso.
Il 1º gennaio 2009 la corona slovacca è stata sostituita dall'euro. Il tasso di conversione è stato fissato l'8 luglio 2008 a 30,1260 corone slovacche per 1 euro. Il codice ISO 4217 era SKK.

## Monete
Le monete da 10 e 20h furono ritirate dalla circolazione il 31 dicembre 2003. Sul retro delle monete sono disegnati motivi tratti dalla storia della Slovacchia.
Sono rimaste in circolazione sino al termine della validità della valuta:
- 50 h - la torre poligonale del Rinascimento del Castello di Devín
- 1 Sk - la scultura gotica in legno della Madonna con il bambino (del 1500)
- 2 Sk - la scultura di Venere seduta (IV millennio a.C.)
- 5 Sk - il retro della moneta celtica chiamata Biatec (I secolo a.C.)
- 10 Sk - la croce in bronzo dell'XI secolo

## Banconote
I principali motivi sul fronte rappresentavano importanti personalità della Slovacchia contemporanea. Sul retro i motivi erano completati con i luoghi in cui queste persone erano vissute o erano state attive.
- 20 Sk - Pribina, il primo governatore slovacco del Principato di Nitra, situato nell'odierna Slovacchia
- 50 Sk - Santi Cirillo e Metodio, i primi missionari slavi, col retro con la chiesa di San Michele Arcangelo
- 100 Sk - Madonna dall'altare nella Nascita nella Chiesa di San Jacob a Levoča
- 200 Sk - Anton Bernolák, linguista, autore di una delle prime versioni della lingua slovacca
- 500 Sk - Ľudovít Štúr, linguista, fondatore della lingua slovacca letteraria
- 1000 Sk - Andrej Hlinka, politico dell'inizio del XX secolo
- 5000 Sk - Milan Rastislav Štefánik, diplomatico, politico, soldato e astronomo, cofondatore della Cecoslovacchia.

## Corona della II guerra mondiale
Nella Repubblica slovacca della II guerra mondiale, esistita dal 1939 al 1945, fu introdotta una valuta separata dalla corona di Boemia e Moravia, detta koruna slovenská, (da notare il diverso ordine delle parole dall'odierna corona). La Repubblica slovacca fu alleata della Germania nazista, e la Slovacchia di oggi non è considerata come stato-successore. La corona slovacca sostituì la corona cecoslovacca a pari valore e fu di nuovo sostituita dalla stessa moneta alla fine della guerra. La sua abbreviazione era Ks.

### Monete
Esistevano tagli da 5h, 10h, 20h, 50h, 1 Ks, 5 Ks, 10 Ks, 20 Ks e 50 Ks. Rispetto alla corona cecoslovacca del periodo prebellico, la corona slovacca aveva in più la moneta da 50 Ks, mentre il contenuto di argento delle monete da 10 e 20 Ks fu ridotto da 700‰ a 500‰.
Le monete erano disponibili nei tagli da: 5, 10, 20, 50 h, 1, 5, 10, 20, e 50 Ks.
Le monete venivano coniate nella Zecca di Kremnica.
| Serie della II Guerra Mondiale                                                      | Serie della II Guerra Mondiale | Serie della II Guerra Mondiale | Serie della II Guerra Mondiale | Serie della II Guerra Mondiale | Serie della II Guerra Mondiale  | Serie della II Guerra Mondiale | Serie della II Guerra Mondiale                                | Serie della II Guerra Mondiale                                                    | Serie della II Guerra Mondiale | Serie della II Guerra Mondiale | Serie della II Guerra Mondiale |
| Figura                                                                              | Figura                         | Valore                         | Diametro                       | Peso                           | Composizione                    | Margine                        | Fronte                                                        | Retro                                                                             | Primo conio                    | Emessa                         | Ritiro                         |
| ----------------------------------------------------------------------------------- | ------------------------------ | ------------------------------ | ------------------------------ | ------------------------------ | ------------------------------- | ------------------------------ | ------------------------------------------------------------- | --------------------------------------------------------------------------------- | ------------------------------ | ------------------------------ | ------------------------------ |
|                                                                                     |                                | 5 h                            | 14 mm                          | 0.94 g                         | Zinco                           | Liscio                         | Stemma della Slovacchia, "SLOVENSKÁ REPUBLIKA", anno di conio | Indicazione del valore                                                            | 1942                           | 14 dicembre 1942               | 31 dicembre 1947               |
|                                                                                     |                                | 10 h                           | 16 mm                          | 1.65 g                         | Ottone 92% rame 8% zinco        | Liscio                         | Stemma, "SLOVENSKÁ REPUBLIKA", anno di conio                  | Indicazione del valore, vista di Bratislava con il Castello e il Danubio          | 1939                           | 20 novembre 1939               | 31 dicembre 1947               |
|                                                                                     |                                | 20 h                           | 18 mm                          | 2.5 g                          | Ottone 92% rame 8% zinco        | Liscio                         | Stemma, "SLOVENSKÁ REPUBLIKA", anno di conio                  | Indicazione del valore, vista del Castello di Nitra                               | 1940                           | 15 maggio 1940                 | 31 luglio 1943                 |
|                                                                                     |                                | 20 h                           | 18 mm                          | 0.65 g                         | Alluminio                       | Liscio                         | Stemma, "SLOVENSKÁ REPUBLIKA", anno di conio                  | Indicazione del valore, vista del Castello di Nitra                               | 1942                           | 28 novembre 1942               | 31 maggio 1948                 |
|                                                                                     |                                | 50 h                           | 20 mm                          | 3.33 g                         | Cupronichel 80% rame 20% nichel | Liscio                         | Stemma, "SLOVENSKÁ REPUBLIKA", anno di conio                  | Indicazione del valore, aratro                                                    | 1940                           | 12 marzo 1941                  | 29 febbraio 1948               |
|                                                                                     |                                | 50 h                           | 20 mm                          | 0.97 g                         | Alluminio                       | Zigrinato                      | Stemma, "SLOVENSKÁ REPUBLIKA", anno di conio                  | Indicazione del valore, aratro                                                    | 1943                           | 15 settembre 1943              | 29 febbraio 1948               |
|                                                                                     |                                | 1 Ks                           | 22 mm                          | 5 g                            | Cupronichel 80% rame 20% nichel | Zigrinato                      | Stemma, "SLOVENSKÁ REPUBLIKA", anno di conio                  | Indicazione del valore                                                            | 1940                           | 31 dicembre 1940               | 31 maggio 1947                 |
|                                                                                     |                                | 5 Ks                           | 27 mm                          | 8 g                            | Nichel                          | Zigrinato                      | Stemma, indicazione del valore, anno di conio                 | Andrej Hlinka, "ZA BOHA ŽIVOT. ZA NÁROD SLOBODU"                                  | 1939                           | 26 luglio 1939                 | 31 maggio 1947                 |
|                                                                                     |                                | 10 Ks                          | 29 mm                          | 7 g                            | 500‰ argento                    | Liscio                         | Stemma, "SLOVENSKÁ REPUBLIKA", anno di conio                  | Indicazione del valore, Pribina, "PRIBINA + 861 KNIEŽA SLOVENSKA"                 | 1944                           | 10 agosto 1944                 | 31 dicembre 1947               |
|                                                                                     |                                | 20 Ks                          | 31 mm                          | 15 g                           | 500‰ argento                    | Zigrinato                      | Stemma, "SLOVENSKÁ REPUBLIKA", indicazione del valore         | Jozef Tiso, "DR. JOZEF TISO - PRVÝ PREZIDENT SLOVENSKEJ REPUBLIKY", data di conio | 1939                           | 26 ottobre 1939                | 31 dicembre 1947               |
|                                                                                     |                                | 20 Ks                          | 31 mm                          | 15 g                           | 500‰ argento                    | Zigrinato                      | Stemma "SLOVENSKÁ REPUBLIKA", anno ci conio                   | Indicazione del valore, San Cirillo e San Metodio                                 | 1941                           | 6 ottobre 1941                 | 31 dicembre 1947               |
|                                                                                     |                                | 50 Ks                          | 34 mm                          | 16.5 g                         | 700‰ argento                    | Zigrinato                      | Stemma, "SLOVENSKÁ REPUBLIKA", indicazione del valore         | Jozef Tiso, "VERNÍ SEBE - SVORNE NAPRED", anno di conio                           | 1944                           | 13 marzo 1944                  | 31 dicembre 1947               |
| These images are to scale at 2.5 pixels per millimeter, a standard for world coins. |                                |                                |                                |                                |                                 |                                |                                                               |                                                                                   |                                |                                |                                |

### Banconote
Le banconote furono inizialmente sovrastampate sulle banconote da 100, 500 e 1.000 corone cecoslovacche. In seguito furono emesse banconote da 5, 10, 20, 50, 100, 500, 1.000 e 5.000 Ks. Oltre in lingua slovacca, le denominazioni erano scritte anche in tedesco, russino e ungherese sul retro delle banconote.